# ژائو هاولانژ
ژائو هاولانژ (به پرتغالی: João Havelange) (زاده ۸ مه ۱۹۱۶ – درگذشته ۱۶ اوت ۲۰۱۶) ژان‌ماری فاستین گودفروید هاولانژ (به پرتغالی: Jean-Marie Faustin Goedefroid Havelange)‏ از سال ۱۹۷۴ تا ۱۹۹۸ به مدت ۲۴ سال رئیس فیفا بود.

## دوران آغازین و جوانی
هاولانژ فرزند یک تاجر اسلحه بلژیکی بود و در جوانی به ورزش شنا روی آورد. او عضو باشگاه فلومیننزه در ریو دو ژانیرو بود و در ۲۰ سالگی برای برزیل در المپیک ۱۹۳۶ برلین شنا کرد. هاولانژ در المپیک ۱۹۵۲ هلسینکی نیز عضو تیم واترپلوی برزیل بود.
او سپس سمت‌های مدیریتی ورزشی مختلفی را عهده‌دار شد، رئیس کاروان اعزامی برزیل به المپیک ۱۹۵۶ ملبورن بود و بعد رئیس فدراسیون شنای این کشور شد. بعد به عضویت کمیته ملی المپیک برزیل درآمد و در سال ۱۹۵۸ به فدراسیون بین‌المللی دوچرخه‌سواری ملحق شد. آقای هاولانژ همچنین نایب رئیس سازمان تربیت بدنی برزیل شد و از سال ۱۹۵۸ تا ۱۹۷۳ به ریاست این سازمان رسید.

## ریاست فیفا
هاولانژ در سال ۱۹۷۴ به عنوان جایگزین سر استنلی راس در راس فدراسیون جهانی فیفا قرار گرفت و به عنوان یک چهره بین‌المللی مطرح شد. در آن زمان کشورهای عضو فیفا از سلطه کشورهای اروپایی بر این سازمان ناراضی بودند.
در زمان ریاست آقای هاولانژ در فیفا، فوتبال رونق و گسترش یافت. وقتی او به ریاست فیفا رسید مرکز اصلی فیفا در زوریخ فقط ۱۲ کارمند داشت. اما در دو دهه آینده فعالیت‌های سازمانی و تجاری فیفا چنان گسترش یافت که تعداد این کارمندان ده برابر شد. افزایش تعداد تورنمنت‌های بین‌المللی فوتبال مثل جام جهانی زیر ۱۷ سال و زیر ۲۰ سال و جام جهانی فوتبال زنان در زمان ریاست او اتفاق افتاد.
او به درازای ۲۴ سال رئیس فوتبال دنیا بود و نقشی مهمی در گسترش و پیشرفت فوتبال در آسیا، آفریقا، کونکاکاف و اقیانوسیه داشت. در زمان او بود که شمار تیمهای جام جهانی فوتبال از ۱۶ تیم به ۲۴ تیم و سپس به ۳۲ تیم افزایش یافت. وی شمار هموندان هیئت رئیسه فیفا را به ۱۲ نفر افزایش داد و دستور راه‌اندازی جام کنفدراسیون‌ها را نیز او داد. تعداد تیم‌های حاضر در جام جهانی از ۱۶ تیم به ۳۲ تیم افزایش یافت و پول بخصوص حق پخش تلویزیونی به سمت فوتبال سرازیر شد. او در بیش از ۲ دهه ریاست خود بر فوتبال جهان، آن را به یک نهاد چند میلیارد دلاری بدل کرد.
دوران مدیریت او همچنین با شائبه‌های زیادی در رابطه با فساد همراه بود.
در سال ۲۰۱۰ بی‌بی‌سی در مستندی ریکاردو تیشیرا داماد آقای هاولانژ را که رئیس فدراسیون فوتبال برزیل بود به دریافت رشوه از یک شرکت سوییسی متهم کرد. بر اساس این گزارش آقای تیشرا در ازای این رشوه به شرکت سوییسی حق انحصاری بازاریابی برای جام جهانی را داده بود.

## اتهام فساد
آقای هاولانژ در سال ۲۰۱۳ پس از شروع تحقیق دربارهٔ اتهام فساد مالی از ریاست افتخاری فیفا استعفا داد و سال بعد به علت عفونت ریه در بیمارستان بستری شد.
او همچنین به دلیل بیماری در سال ۲۰۱۱ از عضویت در کمیته بین‌المللی المپیک استعفا داد، سمتی که از سال ۱۹۶۳ به مدت ۴۸ سال عهده‌دار آن بود. او با این استعفا در عمل باعث توقف اتهام دریافت رشوه از شرکت سوییسی شد، اتهامی که آقای هاولانژ آن را تکذیب می‌کرد.

## درگذشت
هاولانژ در ۱۶ اوت ۲۰۱۶ در سن ۱۰۰ سالگی در زادگاه خود ریو دوژانیرو درگذشت.